# Memoriał Josefa Odložila

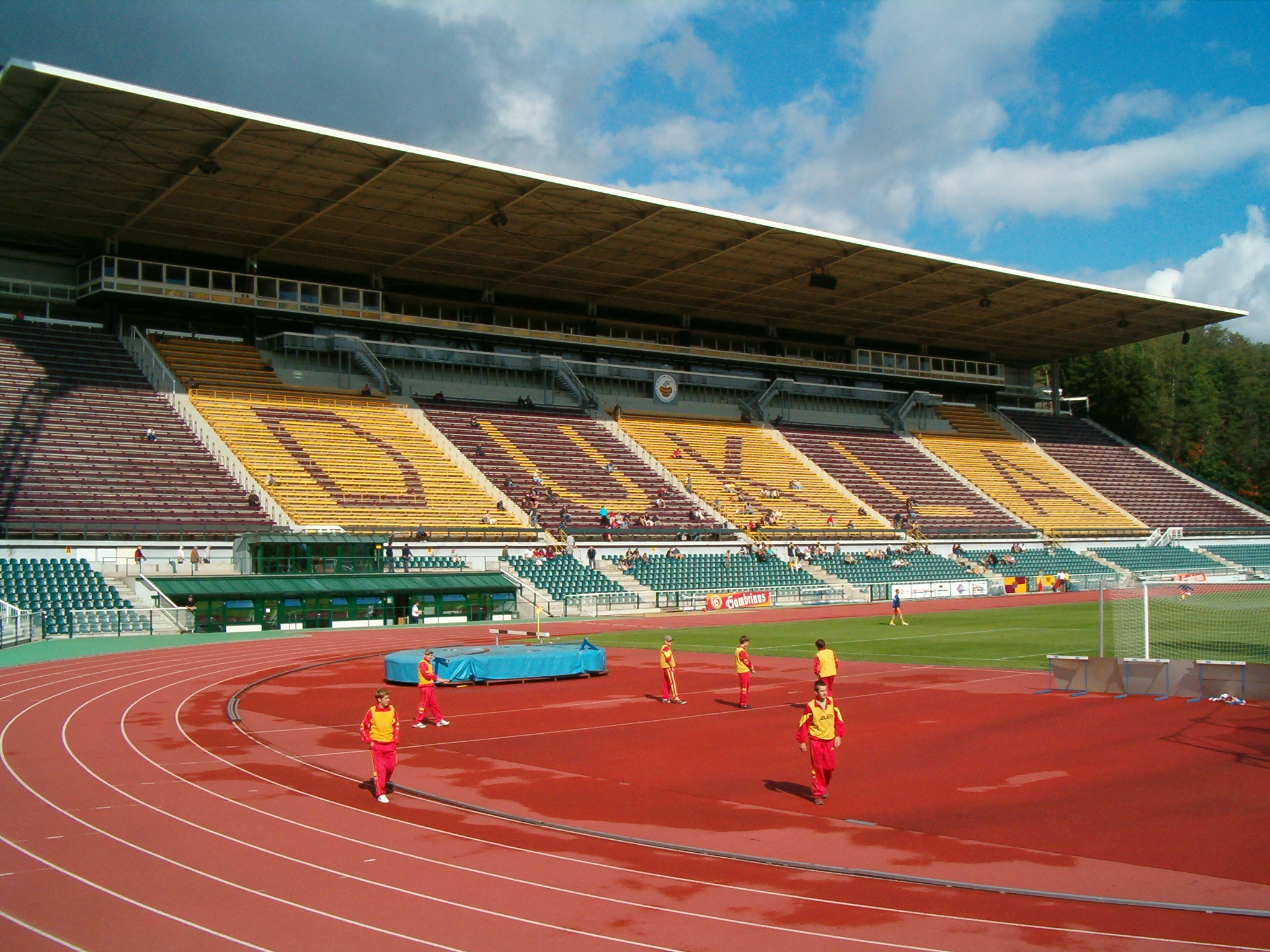
Stadion Na Julisce

Memoriał Josefa Odložila – międzynarodowy mityng lekkoatletyczny organizowano rokrocznie od 1994 w Pradze. Zawody odbywają się na stadionie „Na Julisce” w północnych dzielnicach czeskiej stolicy. Impreza zaliczana jest do cyklu European Athletics Outdoor Premium Meetings. Mityng jest hołdem dla zmarłego w 1993 roku biegacza Josefa Odložila.